# Fysostigmine
Fysostigmine, ook gekend als Eserine, is een parasympathicomimeticum en behoort tot de alkaloïden. De stof wordt op natuurlijke wijze aangemaakt door de Afrikaanse calabarboon, lokaal bekend onder de naam éséré, die op zich giftig en zelfs dodelijk is voor de mens. In de medische wereld wordt fysostigmine gebruikt voor de behandeling van glaucoom of bij een droge mond.

## Werking
De werking van fysostigmine berust op het remmen van acetylcholinesterase. Doordat de acetylcholine die vrijkomt bij een prikkel niet wordt afgebroken door de acetylcholinesterase zal de prikkel langer blijven bestaan.